# Éder Lima (futsal)
Ne doit pas être confondu avec Éder Lima (football).
Éder Fermino Lima, né le 29 juin 1984 à São Paulo, est un joueur de futsal international russe d'origine brésilienne.
Éder Lima débute le futsal au Brésil avant de partir pour l'Europe en 2004. Après un an au Portugal, il est recruté par le club russe du MFK Gazprom-Iougra Iougorsk dans lequel il passe dix saisons. Il participe aux deux triomphes européens en Coupe des coupes 2012 et Coupe UEFA 2016 ainsi qu'aux de titre de champion de Russie et les cinq coupes russes. En 2017, il revient dans son Brésil natal et gagne notamment deux Coupe intercontinentale avec Magnus-Sorocaba.
Au vu de ses bonnes performances avec Gazprom-Iougra, Éder Lima est contacté afin de se naturaliser russe et intégrer l'équipe nationale de futsal. C'est chose faite en 2012, alors que la Fédération brésilienne le contacte au même moment. Le pivot participe aux cinq podiums russes à l'Euro de futsal, mais sans aucun sacre (finaliste en 2012, 2014, 2016 et 2022, troisième en 2018). Il est aussi finaliste de la Coupe du monde en 2016.
Sur le plan individuel, Éder Lima est meilleur buteur de la Coupe du monde 2012, ainsi que le vice-meilleur buteur et deuxième meilleur joueur du Mondial 2016, dont son équipe est finaliste. Il est aussi meilleur buteur de l'Euro 2014.

## Biographie

### Débuts au Brésil
Natif de São Paulo, Eder Lima y débute le futsal vers huit-neuf ans.
Plus tard, il participe à la Copa São Paulo, un tournoi de football. Une carrière professionnelle est alors envisageable pour lui. Mais, durant la compétition, il reçoit un carton rouge pendant le tournoi et décide d’abandonner le football traditionnel.

### Dix saisons en Russie
Quelques mois plus tard, le Gazprom-Ugra Yugorsk recrute l Brésilien sur la base d’un DVD.
En 2015-2016, son Gazprom Ugra est qualifié pour le Final Four de l’UEFA Futsal Cup. Eder Lima termine meilleur buteur de la compétition.
Devant les difficultés financières du futsal russe et le manque de structuration des clubs, Eder Lima décide de quitter le pays en 2017.
Dans le championnat russe, le pivot totalise 390 buts et reçoit le prix de meilleur buteur européen sur une seule saison[Quand ?], avec 73 buts.

### Fin au Brésil
En juin 2017, après onze ans en Russie, Eder Lima s'engage jusqu'à fin 2018 avec le Magnus/Sorocaba, du multiple meilleur joueur du monde Falcão. Lors de ses premiers mois à Magnus Sorocaba, il prouve sa valeur en remportant la Liga Paulista avec des buts décisifs.
En décembre 2019, après deux ans et demi au Sorocaba Futsal, Eder Lima quitte le club après une dernière saison couronnée d'un titre mondial et trois finales, notamment de la dernière Liga Paulista face aux Corinthians dont il termine vice-meilleur buteur (16 buts). Le Brésilien naturalisé russe dispute 86 matchs avec l'équipe et marque 38 buts. Il est champion de la Liga Paulista, deux fois de la Coupe du monde des clubs et de la Supercoupe brésilienne.
Les Corinthians annoncent peu de temps après le recrutement du pivot de 35 ans. Il remporte la Supercoupe brésilienne en 2020. Après avoir disputé deux éditions de la Liga Nacional de Futsal (LNF) pour les Corinthians, il quitte le club.
En février 2022, Eder Lima rejoint l'Associação Carlos Barbosa de Futsal (ACBF).

### En équipe nationale russe
En 2012, Lima acquiert la nationalité russe après l’apprentissage de la langue, condition indispensable. Dès la Coupe du monde 2012, Eder Lima est retenu en équipe de Russie de futsal FIFA. Rapidement ensuite, il est approché par l'équipe du Brésil mais refuse la proposition,.
Au Mondial en Thaïlande, Eder Lima atteint les quarts de finale avec l'équipe de Russie, battu par l'Espagne, et remporte le titre de meilleur buteur du tournoi avec neuf réalisations : un septuplé contre les Îles Salomon et un contre le Guatemala en phase de groupes, puis un but contre la République tchèque en huitièmes de finale.
Lors du dernier match de poule de l'Euro 2014 contre le Portugal, Eder Lima inscrit un doublé dont le dernier but égalisateur d'un retourné acrobatique (4-4),. Il marque ensuite un triplé en demi-finale face à la Roumanie (6-0). Après avoir battu le meilleur ennemi espagnol en demi-finale (4-3 a. p.), les Russes sont de nouveau défaits en finale, contre l'Italie (3-1).
À l'Euro 2016, en début d'année, Eder Lima participe à éliminer l'Azerbaïdjan (6-2) avec un triplé. Suspendu pour la finale, il ne peut que contempler la victoire de l'Espagne sur les Russes et la troisième finale perdue consécutive d’un Euro par la Russie. Le pivot d'origine brésilienne est alors considéré comme l’un des meilleurs du monde.
Lors du Mondial 2016, en septembre, Eder inscrit déjà six buts avec les demi-finales de l’édition colombienne. Il est vice-champion du monde.
En 2017, malgré son retour au Brésil, il ne renonce pas à jouer pour l'équipe nationale russe.

## Statistiques
| Compétition         | Qualification | Qualification | Phase finale | Phase finale | Total | Total |
| Compétition         | M             | B             | M            | B            | M     | B     |
| ------------------- | ------------- | ------------- | ------------ | ------------ | ----- | ----- |
| Euro 2022           | 1             | -             | 1            | -            | 2     | 0     |
| Coupe du monde 2021 | 3 + 3         | 3 + 4         | 3            | -            | 9     | 7     |
| Euro 2018           | -             | -             | 8            | 9            | 8     | 9     |
| Coupe du monde 2016 | 5             | 3             | 7            | 10           | 12    | 13    |
| Euro 2016           | -             | -             | 4            | 4            | 4     | 4     |
| Euro 2014           | -             | -             | 5            | 8            | 5     | 8     |
| Coupe du monde 2012 | -             | -             | 5            | 9            | 5     | 9     |
| matchs amicaux      | -             | -             | 4            | 3            | 4     | 3     |
| Total               | 12            | 10            | 37           | 43           | 49    | 53    |

## Palmarès

### En équipe nationale
- Coupe du monde
  - Finaliste : 2016

- Championnat d'Europe des nations
  - Finaliste : 2012, 2014, 2016 et 2022
  - 3e : 2018

### En club
| International | Brésil | Russie (Ugra) |
| --- | --- | --- |
| - Coupe intercontinentale (2) - Vainqueur : 2018 et 2019 (Sorocaba) - Coupe de l'UEFA (1) - Vainqueur : 2016 (Ugra) - Coupe d'Europe des vainqueurs de coupe (1) - Vainqueur : 2012 (Ugra) | - Liga Paulista (1) - Champion : 2017 (Sorocaba) - Finaliste : 2019 (Sorocaba) - Supercoupe brésilienne (2) - Champion : ? (Sorocaba) et 2020 (Corinthians) | - Championnat de Russie (2) - Champion : 2015, 2018 - Vice-champion : 2008, 2013, 2014, 2016, 2020 - Troisième : 2009, 2012, 2017 - Coupe de Russie (5) - Vainqueur : 2012, 2016, 2018, 2019 et 2021 - Finaliste : 2011, 2014 et 2020 |

### Individuel
Pour l'équipe nationale russe, le pivot termine le meilleur buteur de la Coupe du monde 2012, ainsi que le vice-meilleur buteur et deuxième meilleur joueur du Mondial 2016.
Eder Lima termine aussi meilleur buteur de l'Euro 2014 et de la Coupe de l'UEFA en 2015-2016.